# Расінг (Безансон)
«Расінг Безансон» (фр. Racing Besançon) — французький футбольний клуб з однойменного міста, заснований 1904 року. Приймає своїх суперників на «Стад Лео-Лагранж», що вміщує 10 500 глядачів.

## Історія
Клуб був заснований в 1904 році. З 1905 року виступає у турнірі USFSA і ставав чемпіоном регіону Бургундія-Франш-Конте у 1909, 1910, 1911 та 1912 роках.
У 1945 році, після закінчення Другої світової війни, клуб отримав професіональний статус і був включений до другого дивізіону, де безперервно грав до 1986 року. Найкращим результатом було четверте місце в 1978 році, а також виграш Кубка Шарля Драго у 1962 році.

Логотип клубу у 2012—2018 роках

Клуб оголосив банкрутство в 1986 році, і втративши професіональний статус був відправлений у четвертий дивізіон. Після декількох років в різних аматорських чемпіонатах, клуб повернувся на професіональний рівень в 2003 році, повернувшись до Ліги 2. Але поліпшення було недовгим, і вже в 2004 році він знову вилетів до третього дивізіону, а через рік — в четвертий.
У 2009 і 2011 роках він виграв свою групу аматорського чемпіонату Франції (4-ий дивізіон Франції), але 2012 року команда знову через фінансові проблеми була відправлена у сьомий за рівнем дивізіон, змінивши назву на Racing Besançon. Там команда відразу підвищилась у класі, а з 2014 року стала грати у п'ятому дивізіоні країни.

## Досягнення
- Аматорський чемпіон Франції: 2009, 2011
- Володар Кубка Шарля Драго: 1962

## Відомі гравці
- Бернар Лама
- Люсьєн Лоран
- Фатхі Шебаль
- Абделла Льєжон
- Камель Шафні
- Ришард Тарасевич